# Крозио-делла-Валле
Крозио-делла-Валле (итал. Crosio della Valle) — коммуна в Италии, располагается в провинции Варесе области Ломбардия.
Население составляет 572 человека (2008 г.), плотность населения составляет 572 чел./км². Занимает площадь 1 км². Почтовый индекс — 21020. Телефонный код — 0332.

## Демография
Динамика населения:

## Администрация коммуны
- Официальный сайт: